# Rudolf Roessler
Pour les articles homonymes, voir Roessler.
Rudolf Roessler, né le 22 novembre 1897 à Kaufbeuren (Bavière, district de Souabe) - décédé le 11 décembre 1958 à Kriens (près de Lucerne, Suisse), est un critique de théâtre, journaliste-écrivain et éditeur, qui à partir de 1942, transmet des informations aux services de renseignement militaire de l'Union soviétique, par l'intermédiaire du réseau d'Alexandre Radó qui fait partie du GRU - également connu sous le nom de Rote Drei (« Trois rouges », en référence aux trois émetteurs radio clandestins que le réseau a implantés en Suisse). Sous le pseudonyme de Lucy, il fait ainsi parvenir à Moscou jusqu'en 1944 une somme considérable de renseignements stratégiques. Leur exactitude permet notamment à l'Armée rouge d'arrêter puis de repousser la Wehrmacht lors de la bataille de Koursk.
Lucy n'a jamais vraiment révélé quelles étaient ses sources, les indications qu'il a données avant sa mort étaient vraisemblablement destinées à égarer les recherches et à entretenir le mystère. Sa personnalité aussi est mal connue. Enfin le grand nombre d'homonymes de Rudolf Roessler contribue à entretenir le flou autour de Lucy.

## Débuts en Allemagne
Né dans la famille d'un garde forestier, Roessler fait des études secondaires à Augsbourg, et s'engage en 1916 dans l'Armée impériale allemande. Pendant la guerre, il noue de solides amitiés avec de jeunes officiers de la haute société, qui plus tard accéderont à des postes de commandement dans l'armée allemande.À la fin de la guerre, Roessler reprend ses études à Augsbourg puis travaille comme journaliste au Augsburger Postzeitung et au Augsburger Allgemeinen Zeitung. Il concourt à l'effervescence culturelle qui après-guerre règne dans la république de Weimar, particulièrement dans le domaine du théâtre engagé (Erwin Piscator, Carl Zuckmayer, Bertolt Brecht). En 1922 il fonde la Société littéraire d'Augsbourg, puis la revue Form und Sinn (Forme et Esprit), s'oriente vers la critique artistique et littéraire. En 1928, il crée la Deutsche Bühnenvolksbundes ("Association allemande des théâtres populaires") à Berlin et édite son journal, le Das Nationaltheater, ainsi qu'une revue consacrée au théâtre, la Deutsche Bühnenblätter (Feuillets de la Scène). Il contribue (avec Oskar Fischel, Walther von Holländer et Theodor Däubler) à Thespis.
Il est aussi actif dans le domaine associatif, fonde plusieurs associations et troupes de théâtre dans différentes villes d'Allemagne (Francfort, Breslau, Koenigsberg), est nommé président de la Fédération des Acteurs, ainsi que de l'Association artistique de la Police de Berlin, dirige l'Association pour la promotion du cinéma. Il est aussi éditeur (il a créé les "Éditions théâtrales populaires") et fréquente de nombreuses personnalités du milieu artistique allemand.

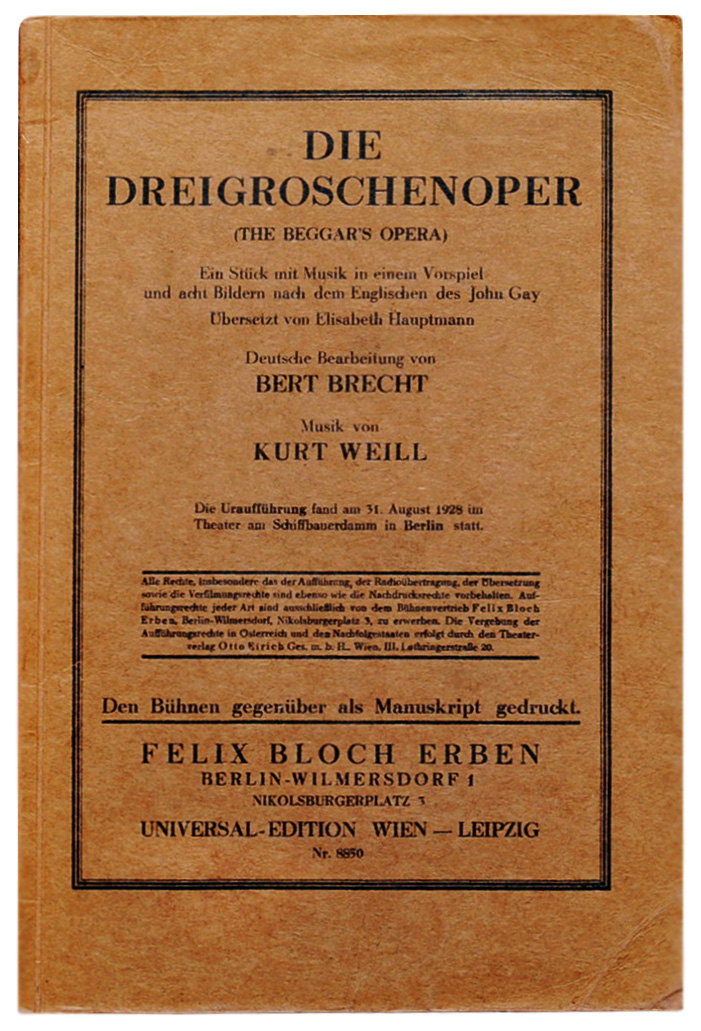
Un exemplaire d'époque du Die Dreigroschenoper (L'Opéra de quat'sous) de Bertolt Brecht, musique de Kurt Weill, représenté en 1928 à Berlin, brûlé en place publique le 10 mai 1933. Brecht, comme beaucoup d'intellectuels de gauche, avait quitté l'Allemagne 3 mois plus tôt.

Après l'arrivée au pouvoir des nazis en mars 1933, Roessler participe au grand exode de l'intelligentsia allemande. Avec son épouse (née Olga Hoffmann) et son ami Xavier Schnieper (lui aussi un intellectuel, qu'il a connu pendant ses études), Roessler passe en Suisse ; le IIIe Reich lui retirera sa nationalité allemande en 1937.

## Éditeur puis agent secret en Suisse

### Installation
En janvier 1934 Roessler ouvre à Lucerne une petite librairie-maison d'édition, au nom symbolique : Vita Nova. Il veut se spécialiser dans les livres d'art et les documents anciens. Il publie aussi (sous les noms de plume "A.R. Hermes", ou "Arbitre") quelques écrits d'analyse géopolitique qui confirment sa tendance humaniste, catholique-conservateur et anti-nazi ; avec le théologien-philosophe Otto Karrer, il collabore à la revue suisse Entscheidung (Décision), diffusée par son ami Xavier Schnieper et d'autres catholiques de gauche.
Surtout, Roessler se constitue un très volumineux fichier de coupures de presse sur les hommes en vue et les sujets d'actualité intéressants. Il amasse aussi les renseignements que ses amis restés en Allemagne lui transmettent et les utilise pour ses publications. C'est ainsi qu'il annonce avec un mois d'avance l'occupation de la Rhénanie par la Wehrmacht qui aura lieu le 7 mars 1936. Schnieper le met en contact avec le major Hans Hausamann, qui dirige un réseau de renseignement qui travaille pour l'armée suisse : le Bureau Ha. Roessler, à qui les services suisses attribuent le nom de code Ligne Viking lui transmettra 4 000 télégrammes d'informations, soit l'équivalent de 12 000 pages dactylographiées. Le 13 octobre 1939, Roessler indique au Bureau Ha que l'offensive allemande contre la Belgique et la Hollande aura lieu le 12 novembre. L'offensive est ajournée à plusieurs reprises; Roessler informe les services suisses de chaque ajournement et indique le 1er mai 1940 que l'offensive aura lieu dix jours plus tard. Le 8 mars 1940, Roessler communique au Bureau Ha les plans d'Hitler pour attaquer le Danemark et la Norvège. Les autorités suisses transmettent ces informations aux gouvernements danois et norvégiens, qui n'en tiennent pas compte, alors qu'elles sont corroborées par d'autres sources. L'offensive allemande a lieu le 9 avril.

### Transmission de renseignements
Selon Alexander Foote, Pierre Accoce et Pierre Quet, c'est au printemps 1941 que Roessler est mis en contact par Christian Schneider (alias Taylor) avec l'espionne soviétique Rachel Dübendorfer (nom de code Sissy), qui travaille pour Alexandre Radó (pseudonyme Dora), le chef de l'antenne des services secrets soviétiques (le GRU) à Genève. La CIA, qui a analysé le trafic de messages entre Sissy et Moscou, conteste cette information et date l'entrée en relation de la fin de l'été 1942,. Contre rémunération, il commence à fournir à Sissy (exclusivement par l'intermédiaire de Taylor) des renseignements sur la logistique et la stratégie de la Wehrmacht en URSS. Il dit obtenir ces renseignements de quatre sources auxquelles il attribue les noms de code de Werther, Teddy, Olga et Anna.
Bien que la source Lucy (Radó la surnomme Lucy car il ne sait rien d'elle, si ce n'est qu'elle vient de Lucerne) soit très chère et refuse de dévoiler son identité, la qualité des renseignements qu'elle apporte en grande quantité satisfait "le Centre" . Lucy, qui ne communique avec Sissy que par l'intermédiaire de Christian Schneider, fournit tellement de renseignements que leur codage et leur transmission à Moscou occupe presque 24 heures par jour les opérateurs des 3 puissants émetteurs TSF appelés Rote Drei, "les 3 Rouges" par les services de contre-espionnage allemands qui, au nord de la frontière germano-helvète, voient et écoutent passer leur trafic.
L'un des renseignements les plus précieux fournis par Lucy aux services du GRU alors dirigé par Fiodor Fedotovitch Kouznetsov : la préparation par les Allemands de l'opération Citadelle, dont le déclenchement est prévu pour début juillet 1943. Prévenue, l'Armée rouge pourra organiser sa résistance, et même contre-attaquer vers Orel et Kharkov. Les plans et détails techniques du char Panzerkampfwagen V Panther, apparu lors de l'opération Citadelle, ont aussi fait partie des livraisons de Lucy aux Soviétiques.
Cité par Pierre Accoce et Pierre Quet, Allen Dulles, ancien directeur de la CIA, écrit, avec vingt ans de recul : « Les Soviétiques exploitèrent une source fantastique, située en Suisse, un nommé Rudolf Roessler qui avait pour nom de code " Lucy". Par des moyens qui n'ont pas encore été éclaircis aujourd'hui, Roessler en Suisse, parvint à obtenir des renseignements du haut commandement allemand à Berlin à une cadence à peu près ininterrompue et souvent moins de vingt-quatre heures après qu'eussent été arrêtées les décisions quotidiennes au sujet du front de l'Est ».

### Quelles sources?
Quelles étaient les sources de Roessler ? Il révèle à la fin de sa vie que ses informateurs avaient été des personnages haut placés de l'état-major et du service civil allemand. Il cite le général Hans Oster (un des chefs de l'Abwehr), le diplomate Hans Bernd Gisevius, vice-consul à Zürich et proche d'Oster et de l'amiral Canaris, Carl Friedrich Goerdeler, ancien maire de Leipzig et un certain général "Boelitz" , qui n'a pas été identifié. Le colonel tchèque Karel Sedlacek (alias « oncle Tom »), représentant à Genève du gouvernement tchécoslovaque en exil, lui aurait par ailleurs servi d'analyste et lui aurait, parmi la masse de renseignements qu'il recevait, désigné les informations primordiales à faire parvenir en urgence à Moscou. Cité par Christopher Andrew et Oleg Gordievsky, un rapport de la CIA mentionne également le général Hans Oster, Hans Bernd Gisevius, l'ancien chancelier Joseph Wirth et Carl Friedrich Goerdeler.
Selon Pierre Accoce et Pierre Quet, la source de Roessler est un groupe de dix officiers bavarois et protestants, appartenant à l'Oberkommando der Wehrmacht (OKW). Accoce et Quet ne citent que leurs initiales : S, F, Rudolf G, Fritz T et G T qui atteindront le grade de général de la Wehrmacht; O qui deviendra colonel et K commandant; S, A et O seront capitaines. Roessler les a connu pendant la guerre de 14-18. Ces onze hommes se réunissent régulièrement. À partir de 1934, ces dix officiers, qui réprouvent secrètement Hitler et le nazisme, adresseront des courriers codés à Roessler pour l'informer de la situation en Allemagne et des plans de la Wehrmacht. Grâce à eux, Roessler annonce un mois à l'avance l'occupation de la Rhénanie et publie des analyses politiques révélant le vrai visage de l'Allemagne. Le 30 mai 1939, les généraux Rudolf G et T lui apportent à Lucerne un poste émetteur-récepteur à ondes courtes qui leur permet de communiquer. Les officiers laissent Roessler libre de transmettre les renseignements qu'ils lui font parvenir aux pays qui affronteront les troupes d'Hitler.
Selon l'historien anglais Christer Jörgensen, il s'agit des généraux Fritz Thiele et Rudolf-Christoph Freiherr von Gersdorff. L'historien allemand Ritter von Schramm pense, quant à lui, que la source des renseignements de Roessler à l'OKW a dû reposer sur un seul homme.
Cependant, selon Pavel Soudoplatov, qui fut l'un des dirigeants du NKVD, c'est le Secret Intelligence Service qui transmettait les informations à Roessler. Celles-ci auraient été issues du déchiffrement des messages transmis par la machine Enigma. Les Soviétiques les auraient identifiées comme des messages du haut commandement allemand déchiffrés par les Anglais, en les recoupant avec les informations transmises par leurs espions des Cinq de Cambridge. Cités par Soudoplatov, les auteurs britanniques Anthony Read et David Fisher expliquent que les informations liées aux interceptions Enigma étaient "retravaillées" par Claude Dansey puis transmises à Alexander Foote, opérateur radio du réseau Lucy, sans qu'il soit fait mention de leur origine réelle. Cette thèse est également reprise par Rémi Kauffer dans un ouvrage récent.
Andrew et Gordievsky réfutent cette source et émettent l'idée que les services de renseignement suisses aient pu utiliser le canal de Roessler pour faire passer des informations aux Soviétiques. Cités par Andrew et Gordievsky, les historiens britanniques Francis Harry Hinsley et Phillip Knightley ont des opinions identiques. Mark Tittenhofer précise cette hypothèse en indiquant que les services de renseignements suisses auraient pu recevoir les informations de leurs propres sources en Allemagne et auraient pu les transmettre à Karel Sedlacek afin qu'il les communique aux services britanniques et au GRU via Roessler.

### Arrestation

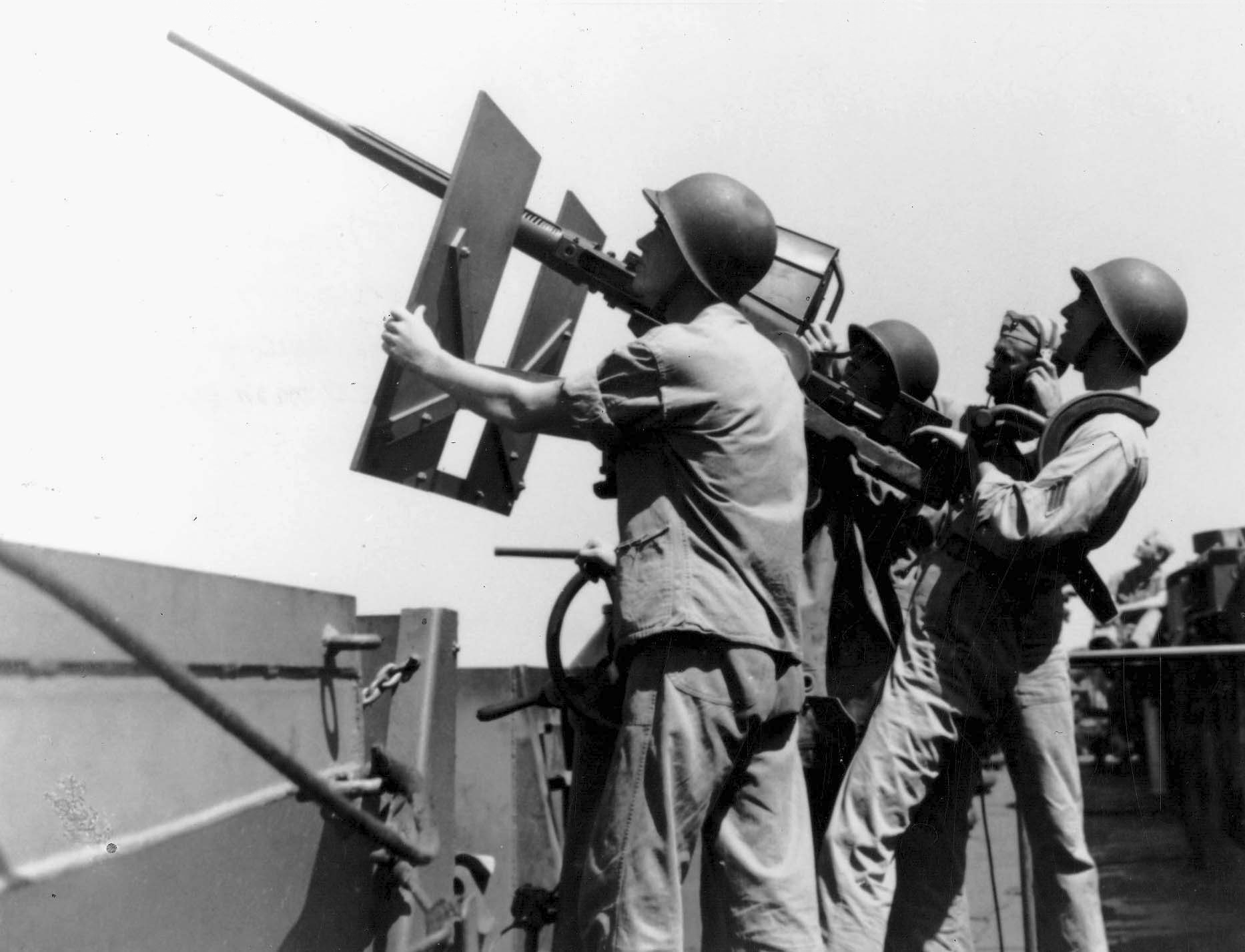
Le canon de 20 mm Oerlikon anti-aérien à tir rapide made in Switzerland en action à bord du en mai 43. Ses excellentes caractéristiques techniques ont apparemment été livrées par Lucy à Moscou en 42-43.

Le 19 mai 1944, la police helvétique fait une descente dans les locaux occupés par les hommes de Radó et arrête la plupart des acteurs du réseau, à part le chef lui-même.
Il semble qu'en 1944 les autorités helvétiques aient cédé aux menaces et pressions du IIIe Reich  et interrompu les activités du réseau Rado ; le service de contre-espionnage allemand, même s'il ne pouvait pas le déchiffrer, avait dû faire la relation entre l'importance du trafic TSF Genève-Moscou et les contre-mesures que l'Armée Rouge opposait presque systématiquement depuis un an aux attaques de la Wehrmacht. Cependant selon Accoce et Quet, les services de renseignement et de contre-espionnage helvétiques ont procédé aux arrestations afin de protéger les membres du réseau des menaces que faisaient peser sur eux les hommes du Sicherheitsdienst infiltrés en Suisse.
En octobre 1945 (sept mois après la fin de la guerre), Roessler, qui a effectué un an et demi de prison préventive, est jugé par un tribunal suisse, condamné à une peine symbolique et libéré.

## Après-guerre: déclin et fin
Privé des importantes gratifications qu'il recevait du GRU pour ses livraisons, Roessler retrouve sa petite entreprise "Vita Nova" et vivote pendant la dure période de pénurie d'après-guerre. Il continue à amasser dans ses archives des articles, des coupures de journaux, des renseignements divers. Il écrit aussi des articles contre la remilitarisation de l'Allemagne, pour la solidarité internationale, dans les journaux
Dernières Nouvelles de Lucerne et Freien Innerschweiz.
Le 9 mars 1953, la Sûreté helvétique arrête Roessler et son ami Schnieper : un pot de miel qu'ils avaient envoyé par la poste en RDA a été renvoyé à l'expéditeur car "destinataire introuvable", a été ouvert à la frontière, et s'est révélé contenir un microfilm. Y apparaissent divers renseignements pouvant intéresser les Soviétiques : sur les aérodromes de la RAF en Allemagne ; sur les manœuvres du Ve corps de l'armée américaine ; sur la reconstruction de l'industrie aéronautique allemande ; sur les bases de l'US Air Force dans le Jutland ; sur les installations militaires alliées en Rhénanie-Palatinat, etc.
Malgré son passé honorable et les arguments de son avocat (« tous ces renseignements sont extraits de la presse internationale, aucun ne concerne vraiment la Suisse... »), Roessler est condamné par la Cour fédérale à 21 mois de prison.
Après sa libération, Roessler se retire à Kriens (dans l'arrondissement électoral de Lucerne-campagne).
Il meurt en 1958, après avoir fait sur son passé quelques rares révélations, d'ailleurs peu éclairantes. Il a légué ses volumineuses archives à son avocat ; celui-ci a révélé qu'elles contenaient surtout des coupures de journaux.
Le 4 décembre 2008, le cinquantenaire de la mort de Rudolf Roessler a été célébré par la diffusion d'une émission par la station SRF (Schweizer Radio und Fernsehen): Rudolf Roessler : Der Agent, der aus dem Norden kam (Rudolf Roessler, l'espion qui venait du Nord).

## Questions

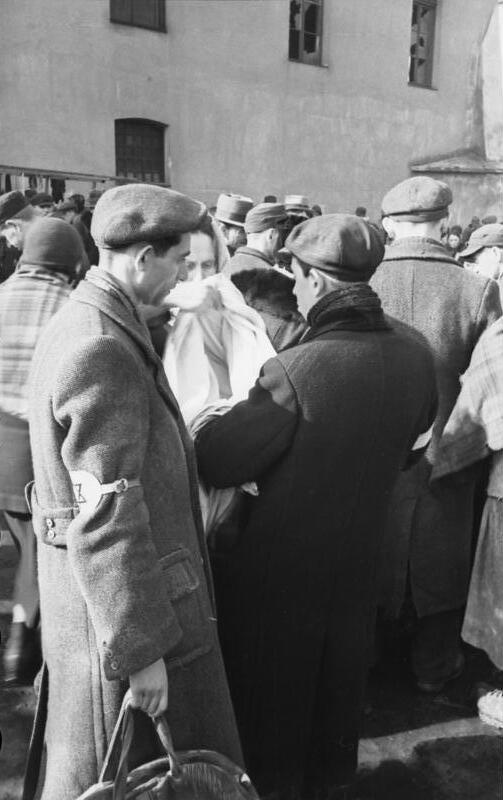
Bundesarchiv garde un reportage photo réalisé en janvier 1941 par un certain "Roessler". Cette trentaine de photos N&B montrent un marché aux puces dans une ville de Pologne : piétinant dans la neige fondue, une foule triste et famélique (où rares sont ceux qui font face à l'objectif), propose ou examine de misérables marchandises ; des hommes portent le brassard à l’étoile de David. Rudolf Roessler, intellectuel et esthète démocrate chrétien alors réfugié en Suisse depuis 8 ans, vit-il ces photos, et celles-ci le décidèrent-elles à lutter avec les communistes contre les nazis ?

La personnalité de Roessler reste imprécise : pour certains c'était un humaniste, un patriote allemand, voire un pacifiste qui pendant la Première Guerre mondiale montait à l'attaque sans avoir chargé son fusil. Pour d'autres Roessler était un traître, qui a causé la mort de dizaines de milliers de soldats allemands - ou en tout cas un opportuniste, un simple intermédiaire qui n'était motivé que par l'argent et se faisait grassement payer.
Quant à l'origine des renseignements qu'il transmettait au réseau de Radó, là aussi l'incertitude règne. Si ses sources étaient des officiers allemands (qui ont d'ailleurs presque tous été exécutés après l'échec du complot du 20 juillet 1944 visant à assassiner Hitler), comment Roessler recevait-il, décodait-il et traitait-il l'énorme quantité de renseignements qui, selon lui, lui était adressée ? Il a toujours travaillé seul, en refusant les contacts personnels et en utilisant un seul intermédiaire (Schneider, dit Taylor).
Il est possible qu'il n'ait été qu'un porteur de courrier, faisant la liaison entre les services secrets helvétiques (alimentés par les Britanniques et aussi par les interrogatoires des nombreux déserteurs allemands qui se réfugiaient en Suisse) et le réseau Radó. Il aurait ainsi apporté aux Soviétiques les informations recueillies par les services secrets britanniques, qui avaient cassé le code secret allemand grâce à Ultra mais ne voulaient pas le faire savoir. Par ailleurs, les Alliés pensaient que Staline accorderait plus de confiance à des renseignements obtenus par une voie mystérieuse et en payant cher : celui-ci avait en juin 1941, avant l'entrée en guerre de l'Allemagne contre l'URSS, refusé de croire les nombreux avertissements le prévenant de l'imminence de l'opération Barbarossa.

## Photos de Roessler
Voir Файл:Rudolf Roessler.jpg (Roessler en 1958)

## Sources
- (en) Cet article est partiellement ou en totalité issu de l’article de Wikipédia en anglais intitulé « Rudolf Roessler » (voir la liste des auteurs).

- (de) Cet article est partiellement ou en totalité issu de l’article de Wikipédia en allemand intitulé « Rudolf Roessler » (voir la liste des auteurs).

- (ru) Cet article est partiellement ou en totalité issu de l’article de Wikipédia en russe intitulé « Рёсслер, Рудольф » (voir la liste des auteurs).

- (en) Cet article est partiellement ou en totalité issu de l’article de Wikipédia en anglais intitulé « Lucy spy ring » (voir la liste des auteurs).

- (de) Cet article est partiellement ou en totalité issu de l’article de Wikipédia en allemand intitulé « Rote Drei » (voir la liste des auteurs).
- https://web.archive.org/web/20080511184920/http://www.spymuseum.com/pages/agent-roessler-rudolf.html
- http://accesnomade.blog.lemonde.fr/2009/08/08/la-suisse-la-guerre-et-lespionnage-4/ :
- cia.gov/library/center-for-the-study-of-intelligence/kent-csi/vol13no3/html/v13i3a05p_0001.htm
- "Forum Le Monde en Guerre " : http://www.39-45.org/viewtopic.php?f=18&t=2335
- ETH (Archiv für Zeitgeschichte) : http://onlinearchives.ethz.ch/load.aspx?guid=f220ef9b4ace417ebf8ae2341ffc6a44
- http://geheimeagentin.de/index.php?option=com_content&view=article&id=61&Itemid=79
- Der Spiegel no 16/1953